# Svår strandlöpare
Svår strandlöpare (Bembidion difficile) är en skalbaggsart som först beskrevs av Victor Ivanovitsch Motschulsky 1844.  Svår strandlöpare ingår i släktet Bembidion, och familjen jordlöpare. Arten är reproducerande i Sverige.